# Khế ước
Khế ước (tiếng Anh: Guy Ritchie's The Covenant) là một bộ phim điện ảnh Mỹ thuộc thể loại chiến tranh – hành động – giật gân công chiếu vào năm 2023 do Guy Ritchie làm đạo diễn, viết kịch bản và đồng sản xuất. Với sự tham gia diễn xuất của hai diễn viên chính Jake Gyllenhaal và Ed Salim, cùng với sự góp mặt của các diễn viên phụ gồm Antony Starr, Alexander Ludwig, Sean Sagar, Bobby Schofield, Emily Beecham và Jonny Lee Miller, tác phẩm theo chân John Kinley, một sĩ quan người Mỹ sát cánh giúp đỡ người bạn của mình trong chiến trường ở Afghanistan.
Bộ phim đã được Metro-Goldwyn-Mayer bật đèn xanh để sản xuất vào tháng 10 năm 2021, và việc quay phim được tiến hành ở Alicante, Tây Ban Nha từ tháng 2 đến tháng 6 năm 2022. Tháng 12 năm 2022, bộ phim tiến hành quá trình hậu kỳ sản xuất, với Christopher Benstead có lần thứ tư hợp tác với Ritchie để soạn nhạc cho bộ phim.
Khế ước được Metro-Goldwyn-Mayer phát hành tại Mỹ vào ngày 21 tháng 4 năm 2023, đồng thời được Encore Films phát hành tại Việt Nam với thời gian tương tự. Amazon Prime Video là đơn vị công chiếu tác phẩm này tại một số rạp cũng như trên sóng trực tuyến ở một số nước trên thế giới. Sau khi ra mắt, bộ phim nhìn chung nhận về những lời khen ngợi từ giới chuyên môn nhưng chỉ thu về 21,2 triệu USD từ kinh phí sản xuất 55 triệu USD.

## Nội dung
Trong nhiệm vụ cuối cùng ở Afghanistan, Trung sĩ John Kinley cùng đội với phiên dịch viên bản địa Ahmed. Khi đơn vị của họ bị phục kích, Kinley và Ahmed là hai người sống sót duy nhất. Bị kẻ địch truy đuổi, Ahmed liều mạng đưa Kinley đang bị thương băng qua nhiều dặm đường địa hình khắc nghiệt đến nơi an toàn. Trở về Mỹ, Kinley biết rằng Ahmed và gia đình không được cấp giấy thông hành tới Mỹ như đã hứa. Quyết tâm bảo vệ bạn mình và đền ơn cứu mạng, Kinley trở lại chiến trường để giúp Ahmed và gia đình trước khi lực lượng phiến quân phát hiện ra họ.

## Diễn viên
- Jake Gyllenhaal trong vai Trung sĩ John Kinley
- Dar Salim trong vai Ahmed
- Sean Sagar trong vai Charlie 'Jizzy' Crow
- Jason Wong trong vai Joshua 'JJ' Jung
- Rhys Yates trong vai Tom 'Tom Cat' Hancock
- Christian Ochoa Lavernia trong vai Eduardo 'Chow Chow' Lopez
- Bobby Schofield trong vai Steve Kersher
- Emily Beecham trong vai Caroline Kinley
- Jonny Lee Miller trong vai Thượng tá Vokes
- Alexander Ludwig trong vai Trung sĩ Declan O'Brady
- Reza Diako trong vai Haadee
- James Nelson-Joyce trong vai Jack 'Jack Jack' Jackson
- Antony Starr trong vai Eddie Parker
- Fariba Sheikhan trong vai Basira